# Carlos Gutiérrez Galindo
Carlos Gutiérrez Galindo fue un militar mexicano que participó en la Revolución mexicana. Nació en Ciudad Lerdo, Durango.
En 1910 se incorporó al movimiento revolucionario con las fuerzas del general Orestes Pereyra. En 1912 estuvo con el general Francisco Villa en la columna expedicionaria comandada por Victoriano Huerta contra las fuerzas orozquistas. Tras el asesinato de Francisco I. Madero permaneció al lado de Villa, y llegó a formar parte de su escolta de "Dorados". Entre septiembre y octubre de 1913 participó en el asalto y primera toma de la ciudad de Torreón por las fuerzas villistas, donde se hizo famoso por haberse escondido en el vientre de su caballo al resultar herido durante el combate. Alcanzó el grado de teniente coronel. En 1916 tomó parte en el asalto al tren cerca de la estación Santa Isabel (Chihuahua); por lo cual Venustiano Carranza lo declaró fuera de la ley.
Murió el 30 de noviembre de 1916, en el combate de Horcasitas, Chihuahua, contra las fuerzas del general Francisco Murguía.